# Groenlands
Groenlands, ook bekend als Kalaallisut, Groenlands Inuktitut en Groenlands Eskimo, is de taal van de oorspronkelijke inwoners van Groenland. Het is een Eskimo-Aleoetische taal en sterk verwant aan Canadese talen, zoals het Inuktitut. Er zijn ongeveer 47.000 sprekers in Groenland en ongeveer 7000 in Denemarken. Groenlands is in Groenland de officiële taal.

## Geschiedenis
Groenlands kwam naar Groenland met de komst van het Thulevolk circa 1200, en de eerste beschrijvingen van het Groenlands komen uit de 17de eeuw.
Groenlands was vroeger geen geschreven taal, maar in de koloniale tijd kwam daar verandering in. Van 1851 tot 1973 werd Groenlands geschreven in het alfabet van Samuel Kleinschmidt. Daarna kwam de moderne spelling.

## Grammatica

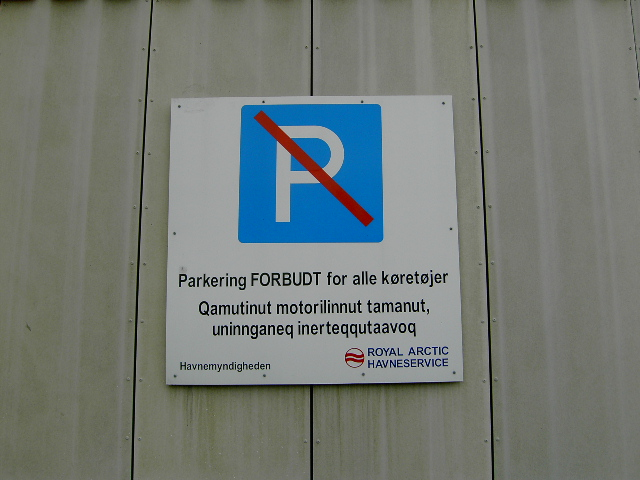
Tweetalig parkeerverbod in Nuuk, in het Deens en het Groenlands: "Parkeren verboden voor alle voertuigen"

Het Groenlands is een polysynthetische taal waarin gedachten en zinnen uitgedrukt worden in één woord waaraan voor- en achtervoegsels toegevoegd worden. Het is ook ergatief, wat betekent dat het onderwerp van een zin anders wordt verbogen voor een transitief werkwoord dan voor een intransitief werkwoord.
Woorden worden onderscheiden in naamwoorden en werkwoorden en beide klassen worden zelf weer onderscheiden in intransitieve en transitieve woorden.
Het Groenlands heeft acht modi, tien naamvallen en vier personen (de vierde persoon is de intransitieve derde persoon). Werkwoorden worden zowel voor het onderwerp als voor het lijdend voorwerp vervoegd naar persoon en getal. Er is een wetenschappelijk debat gaande over de vraag of het Groenlands tijden heeft. Het is duidelijk dat werkwoorden niet systematisch worden vervoegd naar tegenwoordige, verleden tijd op de manier van het Nederlands of Engels en men kan zelfs argumenteren dat de chronologie in het Groenlands geheel door modale aanvoegsels en expliciete tijdsbepalingen ("in de winter") tot uitdrukking wordt gebracht. De toekomende tijd echter, wordt uitgedrukt door het woord "ssa" aan het werkwoord toe te voegen.
- Ik ga eten (in de toekomst): "nerissaanga. "neri-" = eten; "-ssa-" = toekomstige tijd; "-(a)anga" = ik → Ik ga eten.

Vervoegingen naar de tegenwoordige en verleden tijd bestaan niet; ik eet en ik at worden beide vervoegd als "nerivunga". Het "ssa"-toevoegsel verandert het persoonlijk voornaamwoord ik van "vunga" tot "aanga".

## Schrift
In tegenstelling tot verwante Canadese talen wordt Groenlands niet syllabisch geschreven. In plaats daarvan wordt het Latijnse schrift gebruikt. Tot voor kort werd dit aangevuld met een speciale letter, de kra (symbool: "ĸ") die alleen in het Groenlands voorkwam. De medeklinker die door dit symbool werd aangeduid is de stemloze huigplofklank (een soort k, maar dan achter in de mond uitgesproken door de tong tegen de huig te drukken). Een recente spellingshervorming heeft de kra vervangen door de q. De q is ook het symbool voor de bijbehorende klank in het Internationaal Fonetisch Alfabet.
Dit zijn de letters die in het Groenlandse alfabet worden gebruikt:
A E F G I J K L M N O P Q R S T U V

## Andere bijzonderheden
Evenals de meeste andere talen van de Inuit heeft Groenlands slechts 3 klinkers: 'aa' (a), 'ie' (i) en 'oe' (u), die in lange en korte vorm voorkomen. In 1900 verscheen een Bijbelvertaling in het Groenlands.